# بيتش (المجر)

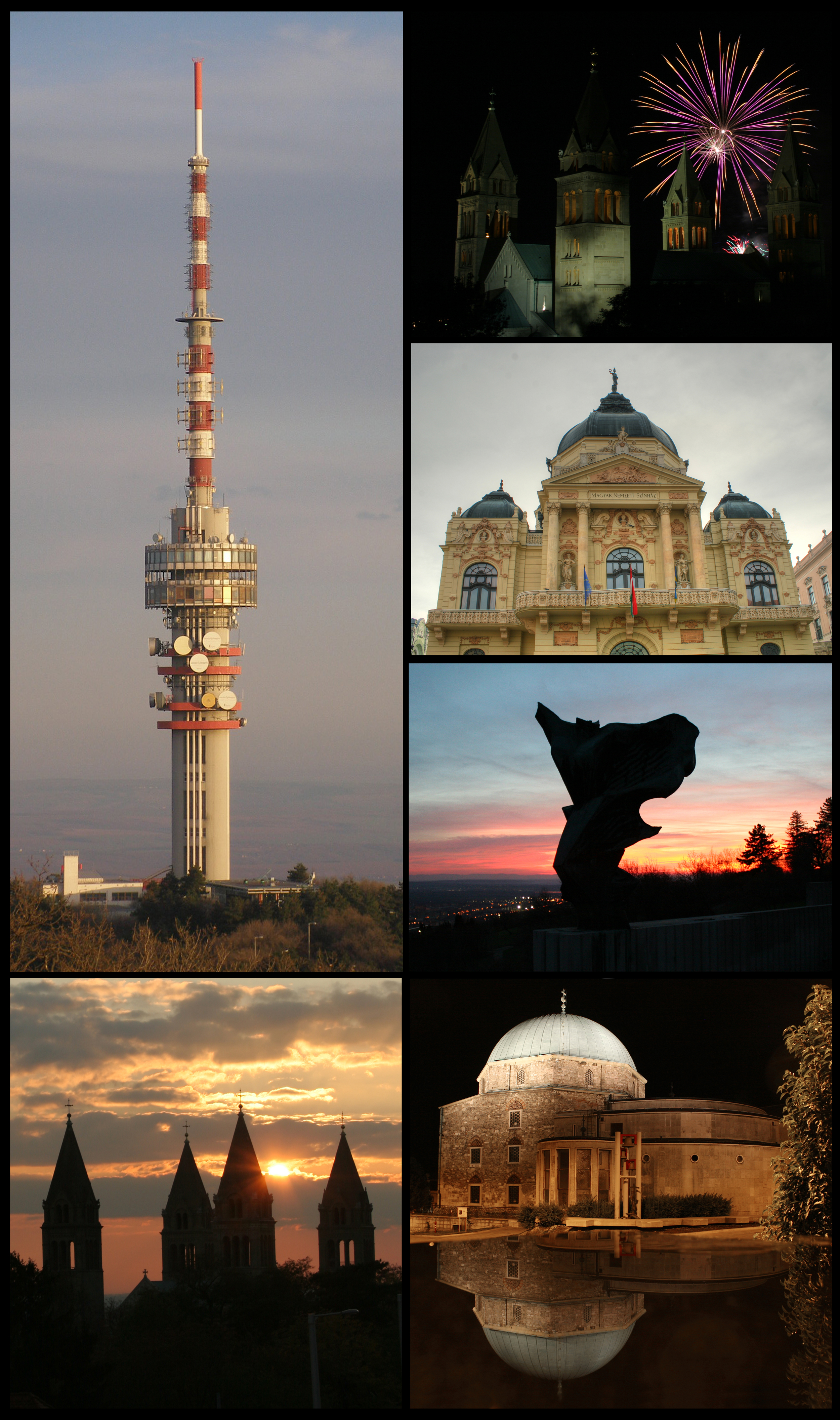
معالم بيتش.

بيتش (بالمجرية: Pécs)، هي خامس أكبر مدينة في المجر تقع على سفوح جبال ميتشيك [الإنجليزية] في جنوب غرب البلاد قرب حدودها مع كرواتيا، وهي المركز الإداري والاقتصادي لمقاطعة بارانيا. بلغ عدد سكانها 157721 نسمة حسب تقدير سنة 2011.
يعود تأسيس المدينة إلى بداية القرن الثاني للميلاد عندما أسس الرومان مدينة سوبيانا (باللاتينية: Sopianae). وفي القرن الرابع أصبحت المدينة عاصمة مقاطعة فاليريا [الإنجليزية] ومركزاً هاماً للمسيحية. أصبح المدفن المسيحي الباكر من ذاك العصر واحداً من مواقع التراث العالمي لليونسكو في سنة 2000.
توجد في بيتش أقدم جامعة في هنغاريا التي أسسها في سنة 1367 لايوش الأول، وعدد طلابها في الوقت الحاضر نحو 34 ألف.

## معرض

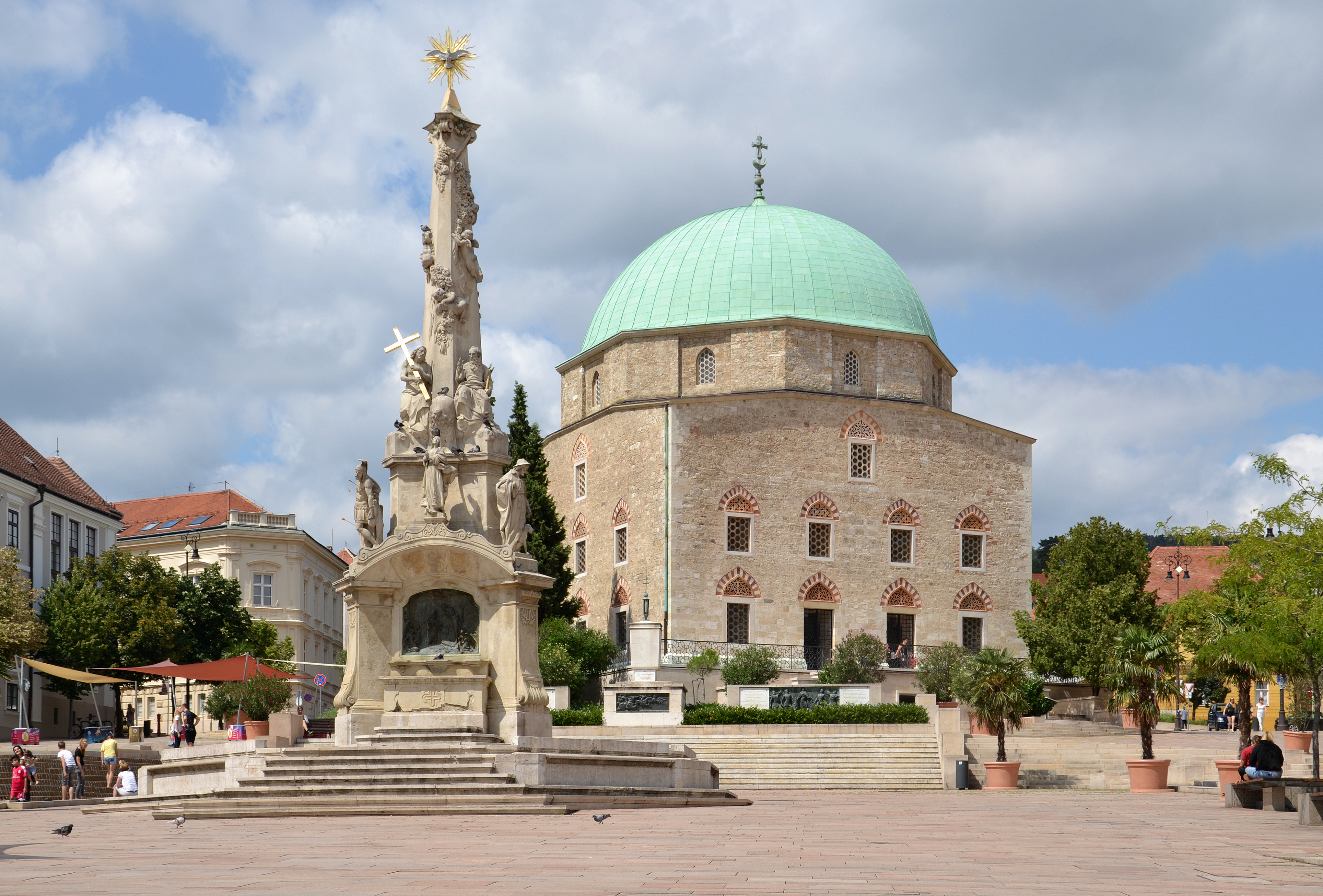
جامع_بيتش
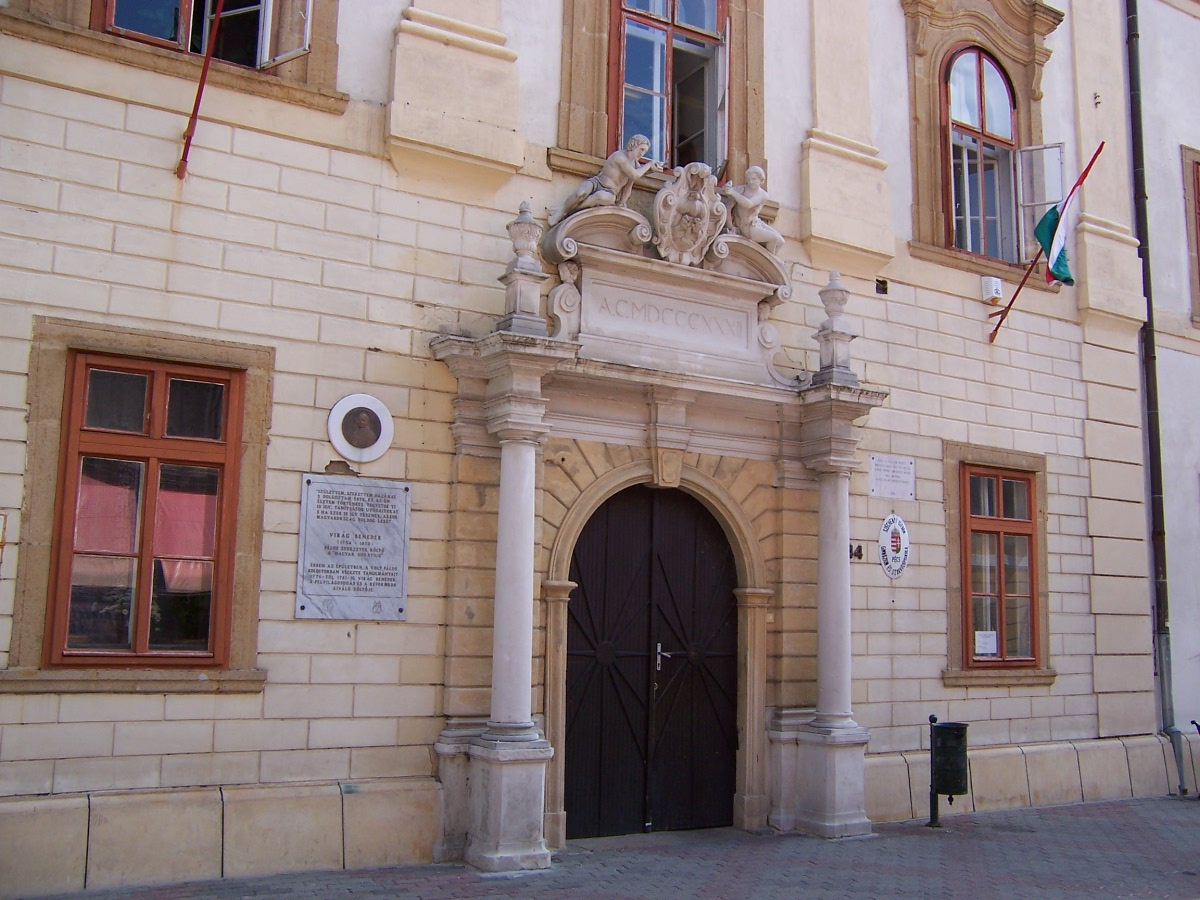
بيتش، شارع كيرالي
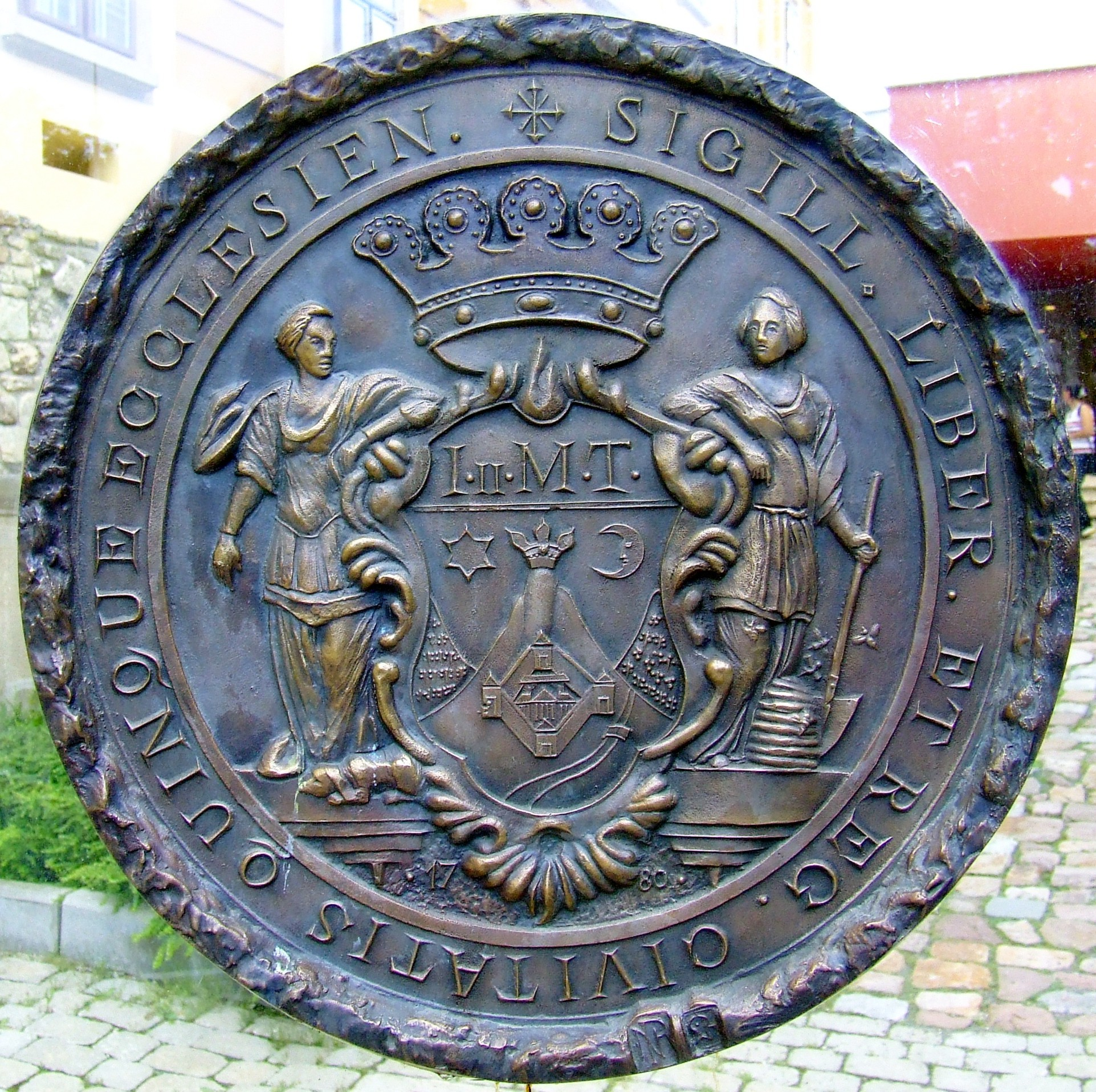
شيمير بيتش
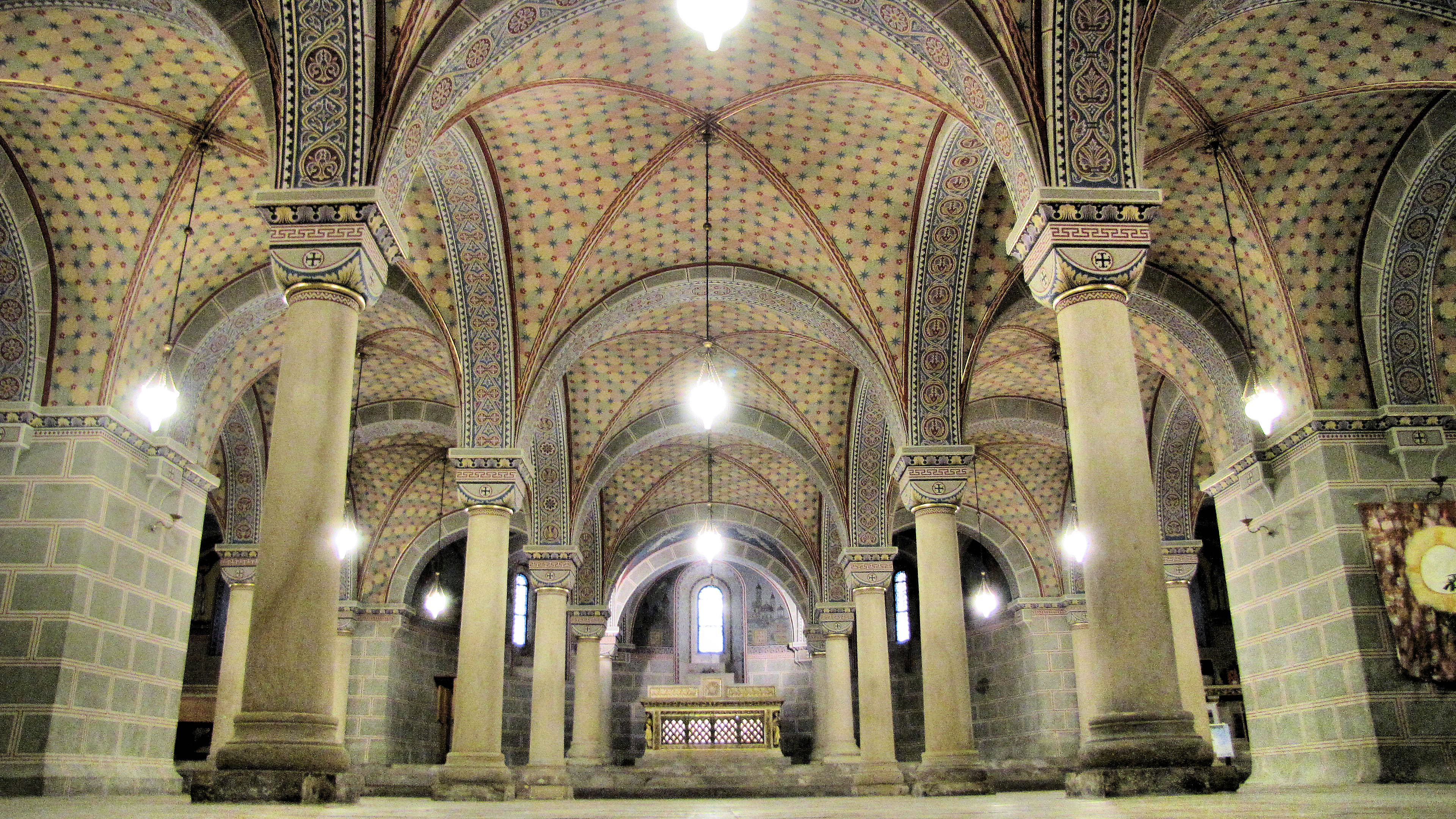
سرداب. كاتدرائية بيكس
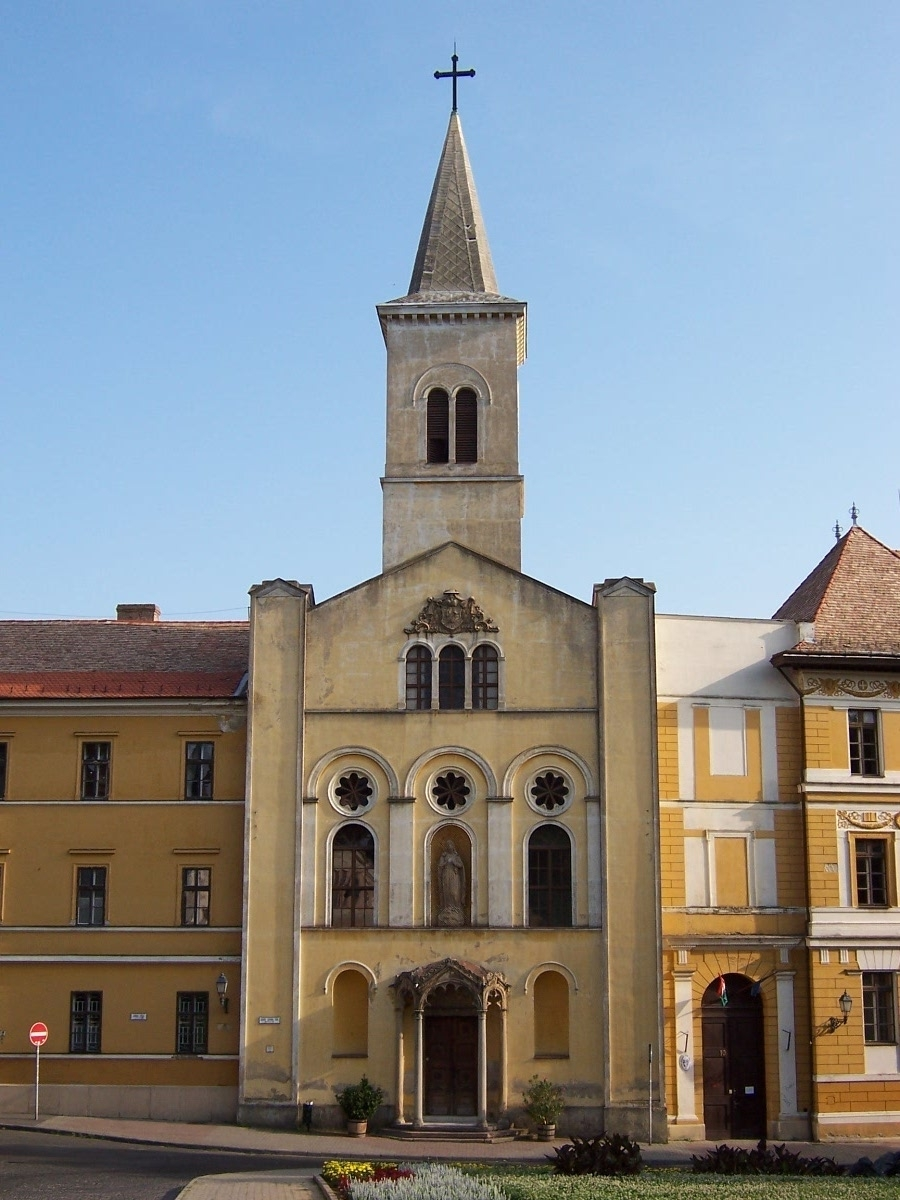
هنكاريا_بيتش
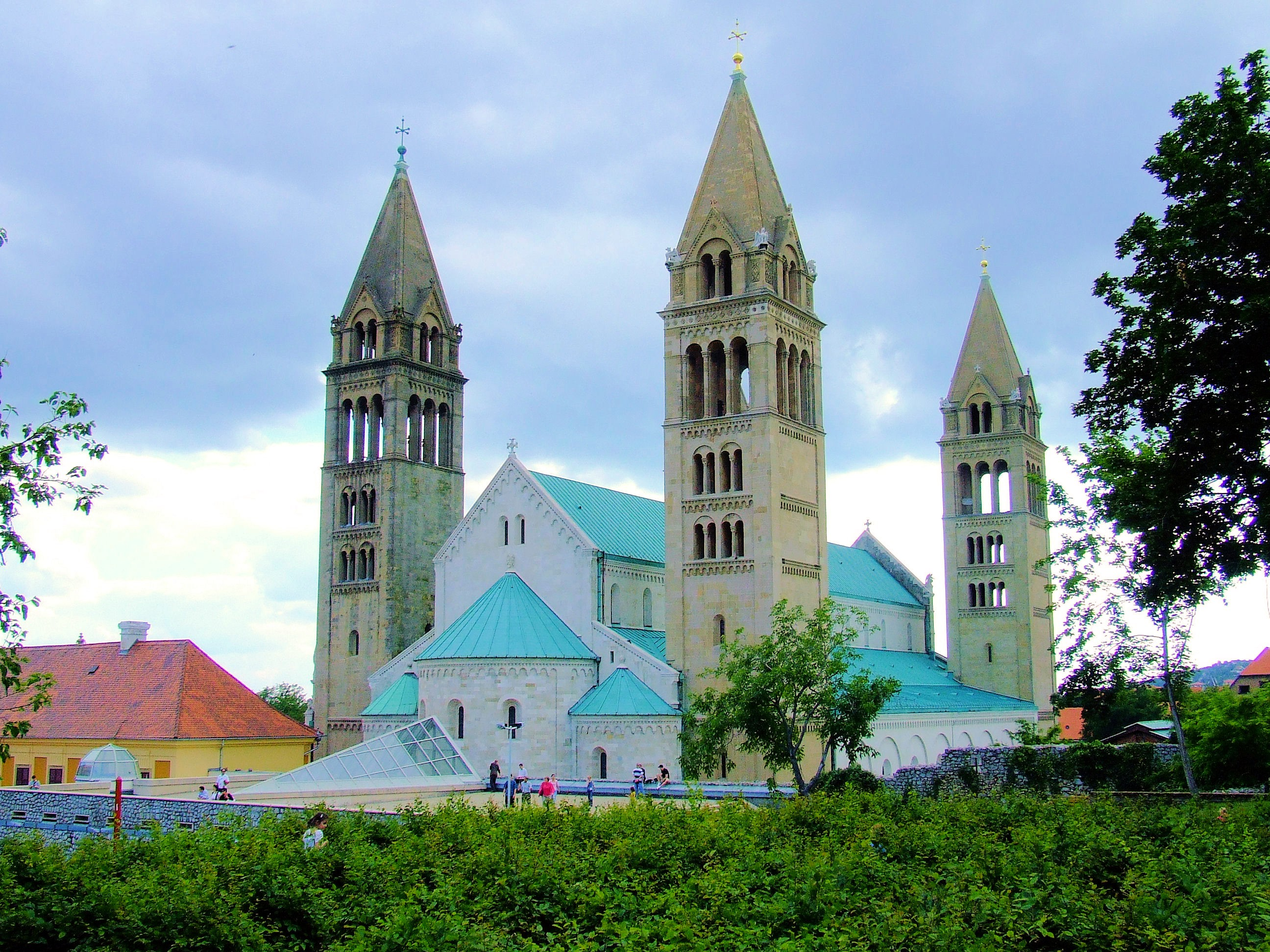
هنكاريا بيتش
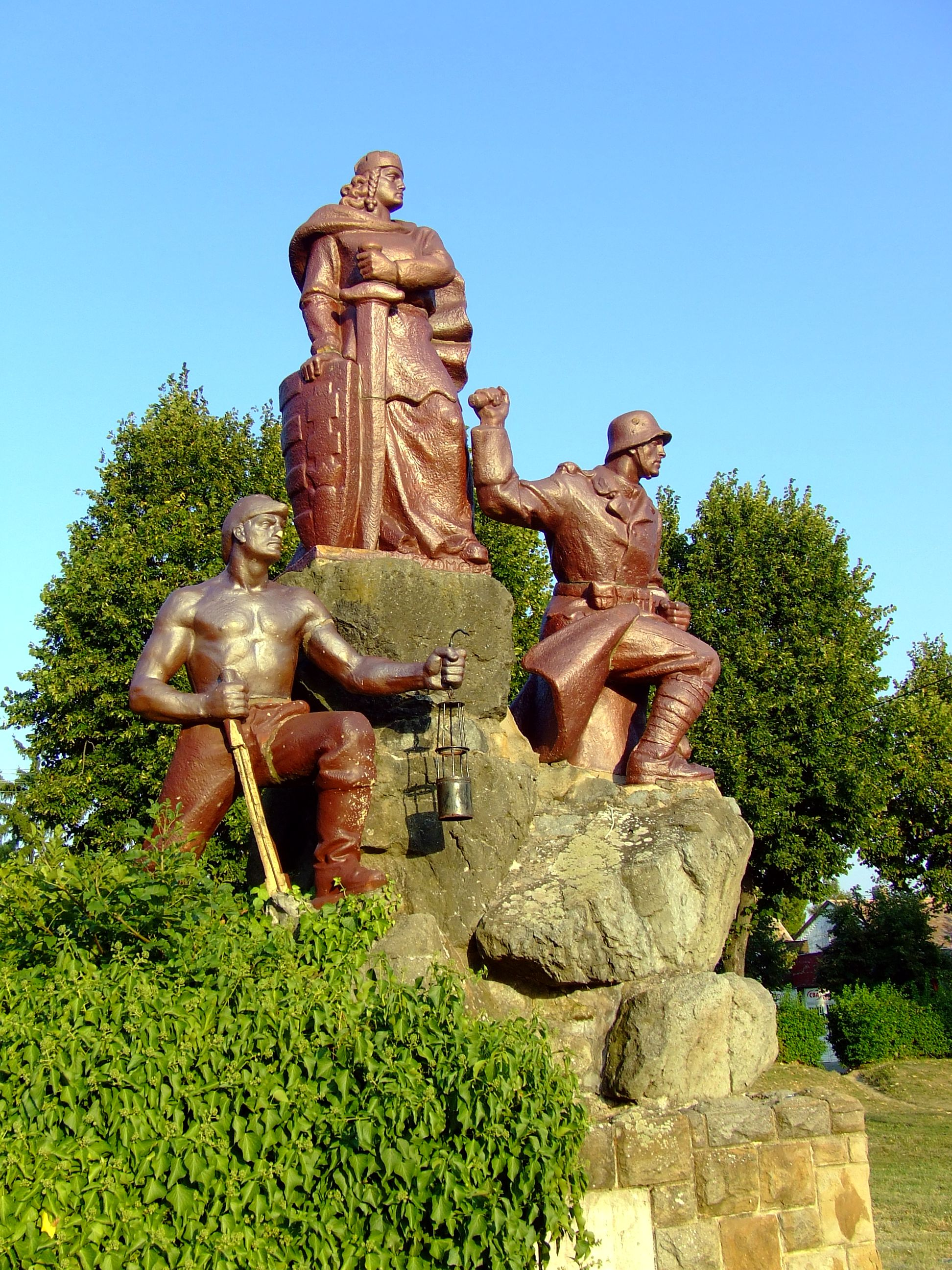
تمثال_بيتش
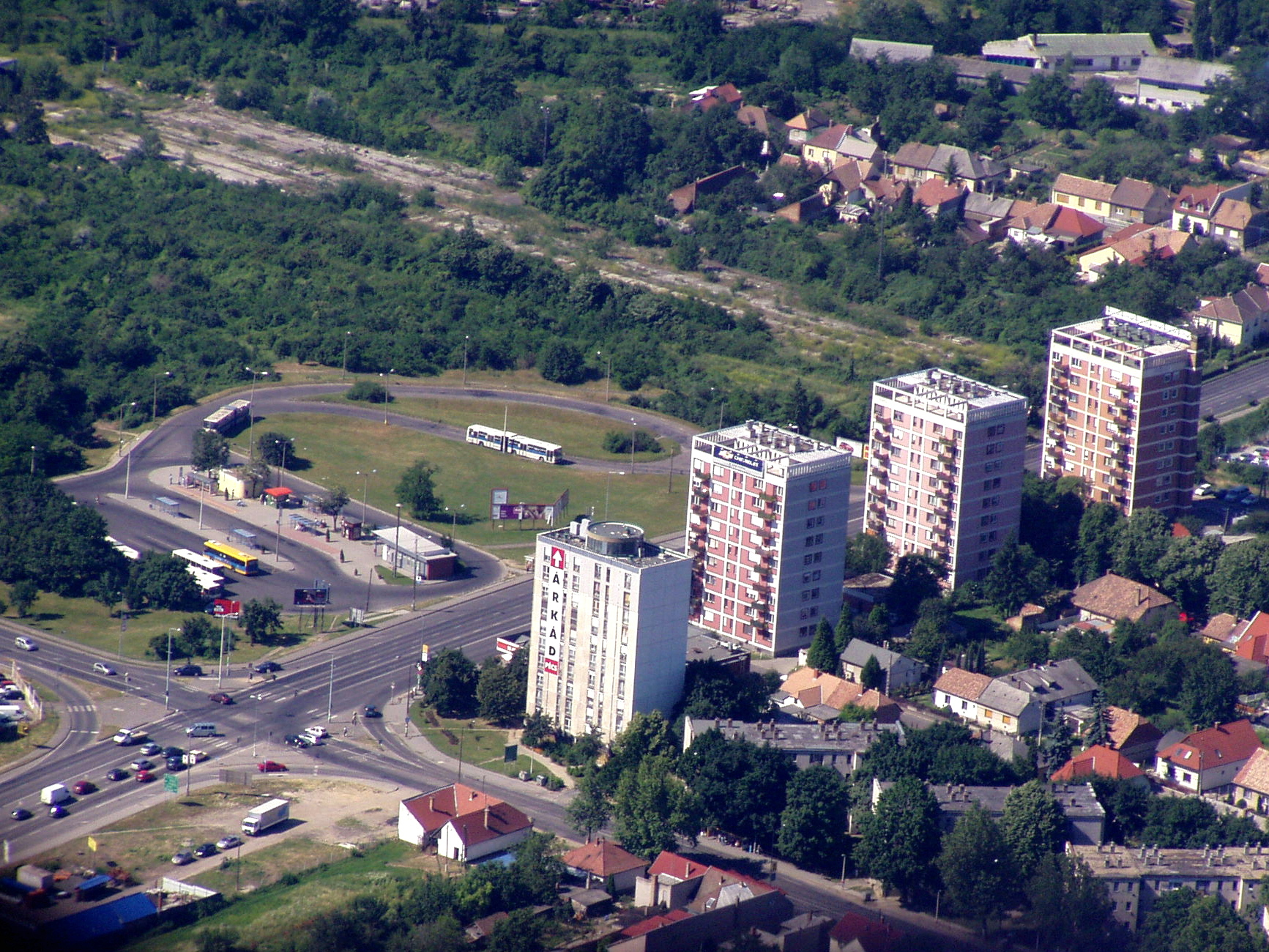
بوداي فام_ بيتش
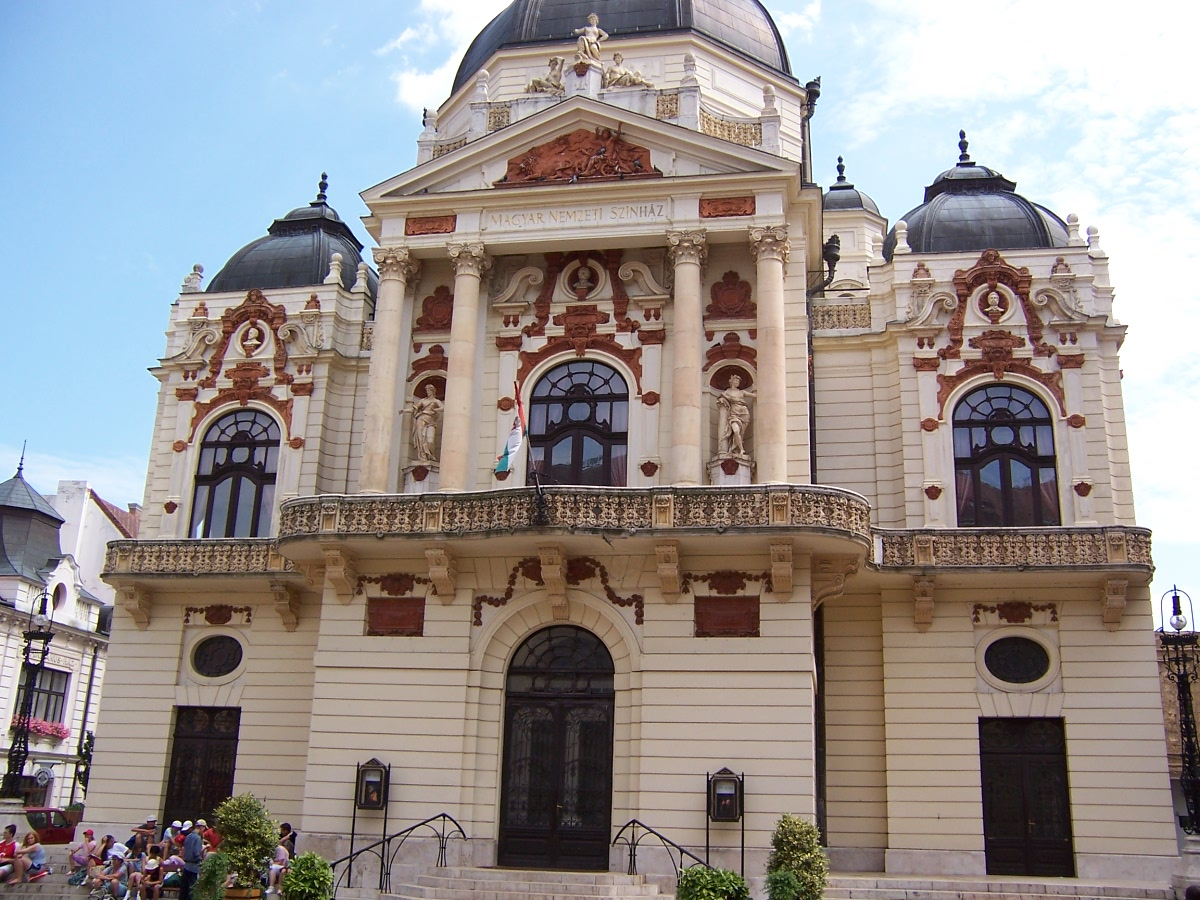
هنكاريا_بيتش
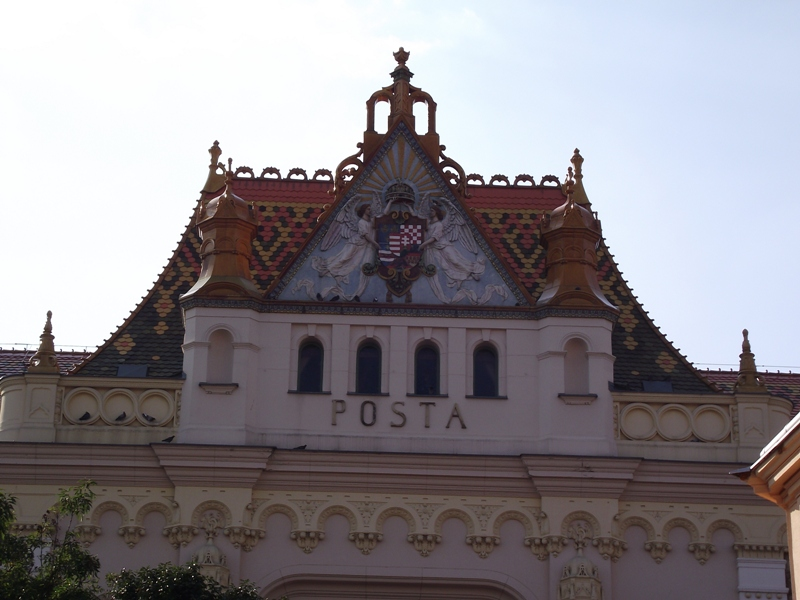
مبنى البريد

## المناخ
يظهر الجدول التالي التغييرات المناخية على مدار السنة لبيتش:
| البيانات المناخية لـبيتش           | البيانات المناخية لـبيتش | البيانات المناخية لـبيتش | البيانات المناخية لـبيتش | البيانات المناخية لـبيتش | البيانات المناخية لـبيتش | البيانات المناخية لـبيتش | البيانات المناخية لـبيتش | البيانات المناخية لـبيتش | البيانات المناخية لـبيتش | البيانات المناخية لـبيتش | البيانات المناخية لـبيتش | البيانات المناخية لـبيتش | البيانات المناخية لـبيتش |
| الشهر                              | يناير                    | فبراير                   | مارس                     | أبريل                    | مايو                     | يونيو                    | يوليو                    | أغسطس                    | سبتمبر                   | أكتوبر                   | نوفمبر                   | ديسمبر                   | المعدل السنوي            |
| ---------------------------------- | ------------------------ | ------------------------ | ------------------------ | ------------------------ | ------------------------ | ------------------------ | ------------------------ | ------------------------ | ------------------------ | ------------------------ | ------------------------ | ------------------------ | ------------------------ |
| متوسط درجة الحرارة الكبرى °م (°ف)  | 1.6 (34.9)               | 4.8 (40.6)               | 10.3 (50.5)              | 16.0 (60.8)              | 20.9 (69.6)              | 24.0 (75.2)              | 26.3 (79.3)              | 25.9 (78.6)              | 22.3 (72.1)              | 16.6 (61.9)              | 8.8 (47.8)               | 3.4 (38.1)               | 15.1 (59.1)              |
| المتوسط اليومي °م (°ف)             | −1.4 (29.5)              | 1.3 (34.3)               | 5.6 (42.1)               | 10.7 (51.3)              | 15.5 (59.9)              | 18.6 (65.5)              | 20.5 (68.9)              | 20.1 (68.2)              | 16.6 (61.9)              | 11.3 (52.3)              | 5.1 (41.2)               | 0.6 (33.1)               | 10.4 (50.7)              |
| متوسط درجة الحرارة الصغرى °م (°ف)  | −4.0 (24.8)              | −1.7 (28.9)              | 1.6 (34.9)               | 6.0 (42.8)               | 10.5 (50.9)              | 13.6 (56.5)              | 15.0 (59.0)              | 14.7 (58.5)              | 11.7 (53.1)              | 7.0 (44.6)               | 2.2 (36.0)               | −1.7 (28.9)              | 6.2 (43.2)               |
| الهطول مم (إنش)                    | 39 (1.5)                 | 32 (1.3)                 | 38 (1.5)                 | 55 (2.2)                 | 63 (2.5)                 | 84 (3.3)                 | 61 (2.4)                 | 63 (2.5)                 | 47 (1.9)                 | 37 (1.5)                 | 56 (2.2)                 | 44 (1.7)                 | 619 (24.5)               |
| متوسط أيام هطول الأمطار (≥ 1.0 mm) | 7                        | 6                        | 7                        | 8                        | 9                        | 10                       | 7                        | 7                        | 6                        | 6                        | 8                        | 8                        | 89                       |
| متوسط الرطوبة النسبية (%)          | 90                       | 85                       | 70                       | 65                       | 65                       | 70                       | 70                       | 70                       | 75                       | 80                       | 85                       | 90                       | 76.3                     |
| ساعات سطوع الشمس الشهرية           | 68.2                     | 92.4                     | 145.7                    | 186.0                    | 235.6                    | 258.0                    | 294.5                    | 266.6                    | 207.0                    | 164.3                    | 81.0                     | 58.9                     | 2٬058٫2                  |
| المصدر: Hong Kong Observatory.     |                          |                          |                          |                          |                          |                          |                          |                          |                          |                          |                          |                          |                          |

## توأمة
لبيتش (المجر) اتفاقيات توأمة مع كل من:
- أراد
- كلوج نابوكا
- فلباخ
- غراتس (نوفمبر 1989 - )[17]
- كوتاهيا
- لاهتي
- ديجون
- غرونوبل
- ليون
- نوفي ساد
- أولوموتس
- أوسييك
- سياتل
- سليفن
- تيراتشينا
- توسان
- توزلا
- كراكوف
- بولا
- بك أوغلي

## أعلام
- بيلا كوفاتش
- فيرينك مارتين
- فيكتور فازاريلي
- لاسلو شويوم
- أوتوكار الثالث دوق شتاير مارك